# 죽는 자를 위한 기도
《죽는 자를 위한 기도》(A Prayer For The Dying)는 미국에서 제작된 마이크 호지스 감독의 1987년 액션, 드라마 영화이다. 미키 루크 등이 주연으로 출연하였고 사무엘 골드윈 주니어 등이 제작에 참여하였다.

## 출연

### 주연
- 미키 루크
- 밥 호스킨스
- 앨런 베이츠
- 새미 데이비스

### 조연
- 크리스토퍼 풀포드
- 리암 니슨
- 레오나르드 테르모
- 카밀 코두리
- 모리스 오코넬

## 기타
- 원작자: 잭 히긴스
- 협력프로듀서: 크리스타벨 알버리
- 미술: 에반 허쿨즈
- 의상: 에반젤린 해리슨
- 배역: 데비 맥윌리엄스
- 배역: 메리 셀웨이